# Chiesa di Santa Croce (Pieve Ligure)
(Lib II.Reg.C18.Y3. Iscrizione posta sulla facciata)
La chiesa di Santa Croce è un luogo di culto cattolico situato sulla cima del monte Santa Croce (518 m s.l.m.) nel comune di Pieve Ligure, nella città metropolitana di Genova.
Dalla sua posizione elevata si gode di una vista unica che permette di vedere il paese sottostante, la grande città di Genova con tutta la Riviera di Ponente, una buona parte dell'Appennino Ligure e il mar Mediterraneo, nel quale ogni tanto, in giornate particolarmente limpide, si scorge la Corsica. Il promontorio di Portofino chiude la visuale alla Riviera di Levante.

## Storia e descrizione

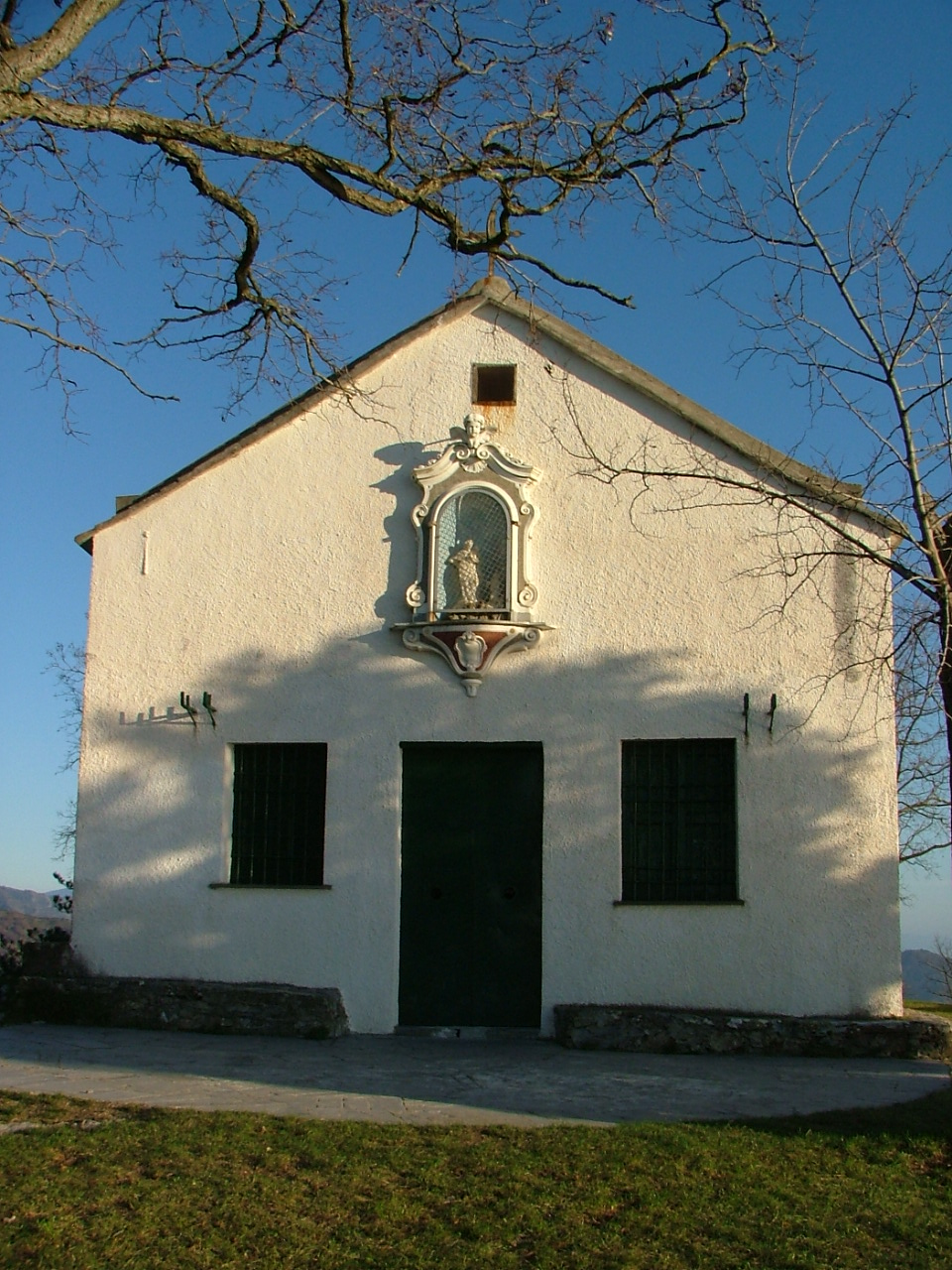
Particolare della facciata

In alcuni documenti del 1200 e del 1300 si possono trovare testimonianze del fatto che in cima al monte fosse stato costruito un ospedale o, a dir meglio, un ospizio per pellegrini. La sua posizione può sembrare piuttosto scomoda, visto che ora il centro del paese si trova sotto i 200 m s.l.m., ma bisogna tenere conto che fino al 1600, periodo delle ultime scorrerie dei pirati, la maggior parte delle strade venivano costruite sulle alture. Si riesce quindi a comprendere la necessità di costruire ospizi così in alto. Ma la chiesa di Santa Croce venne eretta dopo l'ospizio. Il periodo preciso non si conosce, ma in un documento del 16 marzo 1748, sicuramente molto successivo alla costruzione della chiesa, l'arciprete Peragallo scrisse:

A quando risalga la chiesa l'arciprete Peragallo non fu in grado di dirlo ma l'arciprete Rollino nelle sue Memorie scrive: 

Egli osserva poi:
Ci sarebbe una soluzione più semplice. Sul monte, forse eretta in tempi antichissimi, venne innalzata una Croce, anche come punto di riferimento. Se tradizioni popolari di grazie ottenute confermerebbero il diffondersi del culto sul monte di Santa Croce è facile pensare a una successiva costruzione della chiesa.
Nella prima metà del secolo scorso il monte Santa Croce divenne anche il centro della devozione di Pieve Ligure e dei paesi vicini verso la Madonna della Guardia. Nel 1823 Paolo Migone collocò nel santuario di Santa Croce una statua della Madonna della Guardia. La statua, in marmo, si trova attualmente sopra la porta d'ingresso al santuario. Essa fu donata dalla signora Paola Cavassa vedova Pallano. Il 31 agosto 1823 fu inaugurato il nuovo altare con il pio simulacro. Le cronache dicono che si ebbe in quel giorno "gran devozione e ogni pompa possibile" e numerosissimo popolo. Da allora in poi il culto alla Madonna della Guardia a Pieve Ligure aumentò talmente che ormai la sua festa è la principale della Parrocchia. Nel 1863 venne costruito nella cappella della chiesa un altare a sant'Elena, la madre dell'imperatore Costantino. Nel 1913 la statua in marmo veniva sostituita da un'altra bellissima in legno opera di Antonio Canepa, lo scultore cui si devono le statue venerate nel Santuario della Polcevera, di Velva e nella cappella dei Giardini Vaticani. L'iniziativa dell'acquisto di essa partì da una signora pievese residente in America di nome Massone Fortunata.
La venerazione verso la Madonna della Guardia portò una certa fortuna fra gli abitanti di Pieve che si erano rivolti a Lei nell'epidemia colerica del 1911 e, a differenza della vicina Sori, non ebbe a registrare alcuna vittima, così pure nessuno dei soldati pievesi partecipanti alla guerra libica del 1912-1913 patì danni di sorta. La statua in legno giunse a Pieve la domenica 15 dicembre 1912 ed ebbe un'accoglienza trionfale. Più tardi, per opera del signor Alfonso Fontana, da Roma, il tesoriere personale del pontefice, monsignor Nazareno Marzolini, provvedeva una corona per la Madonna ed una per il S. Bambino che furono benedette da san Pio X. Troppo artistica e invitante alla devozione si rivelava questa statua perché i Pievesi si rassegnassero a vederla solo in alcune occasioni. Si decise perciò in seguito di trasportarla in Parrocchia e sull'altare del santuario sul monte se ne espose un'altra uscita dai laboratori artistici di Val Gardena.
Durante la seconda guerra mondiale si stabilì sul monte da parte dell'autorità militare un posto di avvistamento e la chiesa venne perciò deturpata in varie sue parti. Finita la guerra da pochi giorni, il 3 maggio 1945 l'arciprete attuale, che da poco più di un anno era al governo della Parrocchia di Pieve, andò sul monte per la prima volta per celebrarvi la S. Messa in ringraziamento della protezione avuta in quegli anni, circondato da un stuolo numerosissimo di parrocchiani ed altre persone dei paesi vicini.
Si decise in quel giorno di eseguire i restauri. Il pittore Carlo Biscaldi decorò anche l'interno del santuario e la domenica 30 settembre dello stesso anno s'inaugurarono i nuovi lavori. Nel 1946 si eresse la Via Crucis dal P. Francesco Ravera francescano e si espose la statua di Cristo risorto, dono dello scultore Innocenti, e in una lapide si ricordò il ricordo dei morti nella seconda guerra mondiale. Ma le intemperie deteriorarono più volte il tetto e i muri. Si fecero parziali riparazioni a varie riprese, però s'imponeva un lavoro radicale. Nel 1962 una commissione, che ebbe ogni approvazione dall'arciprete e la direzione costante del curato don Raffaele Tubino, il quale elargì anche molto del suo, annunciò una nuova restaurazione. La chiesa restaurata fu inaugurata la domenica del 13 ottobre 1963, anniversario della più significativa manifestazione della Madonna a Fatima. La commissione continuò ancora il suo lavoro, assecondata dalla popolazione di Pieve e da tanti che contribuirono con l'opera, le offerte, la propaganda. Si abbellì il piazzale, si ricostruì il piccolo ospizio e si procurarono miglioramenti nella sacristia fino ad arrivare allo splendido risultato attuale.